# 索尼娅·埃雷迪亚
索尼娅·埃雷迪亚（西班牙語：Sonia Heredia，1963年11月23日—），秘鲁女子排球运动员。她曾代表秘鲁参加1984年和1988年夏季奥林匹克运动会排球比赛，其中1988年奥运会获得一枚银牌。